# 온조 (배우)
온조(본명: 이은주, 1982년 5월 25일~)는 대한민국의 배우이자 모델이다.
2000년 영화 《순애보》에 단역(한주현 역)을 통하여 영화 배우로 처음 데뷔를 하였으며, 2001년 영화 《고양이를 부탁해》의 조연(서온조 역)한 이후에서부터는 TV 드라마 작품에도 출연하기 시작하였다.

## 학력
- 명지대학교 연극영화학과 (학사)

## 출연 작품

### 연기 활동

#### 영화
- 2000년 《순애보》 ... 한주현 역
- 2001년 《고양이를 부탁해》 ... 서온조 역

#### 드라마
- 2003년 MBC 수목미니시리즈 《위풍당당 그녀》
- 2003년 KBS 2TV 드라마시티 《낭랑 18세》
- 2004년 KBS 2TV 월화미니시리즈 《낭랑 18세》
- 2006년 KBS 1TV 단막극 《HD TV문학관 - 달의 제단》 ... 거둘이 역
- 2015년 KBS 1TV 일일연속극 《우리집 꿀단지》 ... 장미진 역